# クイズEXPO'70
『クイズEXPO'70』（クイズエキスポななじゅう）は、1969年10月3日から1970年3月まで日本テレビ系列局で放送されていた読売テレビ製作のクイズ番組である。カラー放送。久光製薬（サロンパス名義）の一社提供。放送時間は毎週金曜 19:00 - 19:30 （日本標準時）。

## 概要
1970年3月14日（土曜日）に開幕する日本万国博覧会（大阪万博）を半年後に控え、そのPRを兼ねて放送。番組は毎回万博への参加国をクイズのテーマにしていた。番組後半にはゲスト歌手による歌のコーナーもあった。司会は、万博テーマソング「世界の国からこんにちは」の歌手でもある坂本九が務めていた。収録は公開形式で、万博会場ではなく大阪府内と近郊のホールで行われていた。
元々万博が開幕するまでの期間限定番組だったため、延長することもなく半年で終了した。

## ルール
1対1の対戦クイズで、解答者は時計回り・反時計回りの観覧車風のゴンドラに乗る。
最初は解答者が左右の位置（右：チャンピオン、左：挑戦者）からスタート。正解すると自分のゴンドラが1段上昇し、相手のゴンドラが1段降下する。逆に不正解のときには自分が1段降下し、相手が1段上昇。そして下段解答者が正解したときには、上段解答者のいた地点まで上昇する（例：下2段目にいた解答者が正解すると上2段目まで上昇し、入れ替わりで上段解答者が下2段目まで下降。上段解答者が不正解の場合にはこの逆のパターン）。
これを繰り返していき、ゴンドラが真上に来た時点で勝ち抜けとなり、「勝抜き賞」1万円を獲得。そして新しい挑戦者を迎えて再度対戦を行った。5人勝ち抜いた者には天井から大量の紙吹雪が降り、「チャンピオン賞」として各回のテーマになった参加国へ行ける海外旅行と副賞の賞金10万円が贈られた。

## 補足
- 第1回で行われたのは「ゲスト特集」で、E・H・エリック、桂三枝（後の六代桂文枝）、高松しげお、加藤登紀子、徳永芽里などがフランスをテーマにしたクイズに挑戦していた。第1回放送当日（1969年10月3日）付の読売新聞関東版朝刊のテレビ欄には、本番組の写真が掲載されている。
- 年明け直後の1970年1月2日に行われたのは「紅白対抗ゲスト大会」で、ジュディ・オング、上原ゆかり、高田美和、丘みつ子、丹下キヨ子が紅組メンバーとして、ジェリー藤尾、蔵忠芳、太田博之、長沢純、十朱久雄が白組メンバーとしてそれぞれ出場。ルールは通常時と同じだったが勝抜き戦ではなく、一番上にゴンドラが着いた方が勝ちになり、最終的に勝者の多い組が優勝となるチーム対抗戦形式だった。負けチームには、番組冒頭で坂本が連れてきたセント・バーナード（この年は戌年だった）とキスをする罰ゲームが待っていた[2]。
- 1970年3月の万博開幕時[いつ?]のサブタイトルは「祝！万国博開幕」となっており、当該回で坂本が「世界の国からこんにちは」を歌った。
- ゴンドラセットの中央に「クイズEXPO'70」、「久光製薬」の間に万博マーク（桜を形どったもの）が掲げられており、さらにセットの上部には万博参加国の「万国旗」が掲げられていた。